# Warez

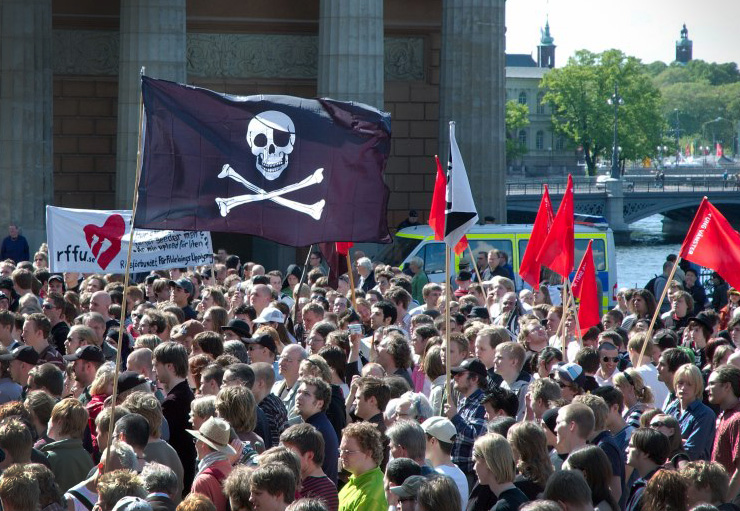
Kundgebung in Stockholm, Schweden, zur Unterstützung von Filesharing und Softwarepiraterie (2006)

Warez (dt. Aussprache [weɐs], [wɛɐs], auch Webwarez) bezeichnet im Computer- und Netzjargon illegal beschaffte oder verbreitete Software (Schwarzkopie), meist noch vor deren offiziellen Veröffentlichung. Das Wort stammt vom Begriff Software ab, wobei das Plural-s im Zuge des Leetspeak durch ein z ersetzt wurde und Warez sich damit begrifflich differenzieren ließ. Entstanden ist die Wortschöpfung in der BBS-Szene Mitte bis Ende der 1980er Jahre. Neben Software und Videospielen werden auch Filme und Musik zu Warez gezählt.

## Geschichte
Die Warez Anfänge gehen auf die 1980er Jahre zurück, als der PC Einzug in private Haushalte hielt. Die entstandene Nachfrage nach Software, vor allem nach Computerspielen, führte dazu, dass zunächst Individuen den eingebauten Kopierschutz aus Datenträgern zu cracken begannen. Hieraus entwickelten sich kurze Zeit später Gruppen, die das Cracken und Verbreiten von Kopien als Wettbewerb untereinander betrieben. Die neu entstandene Szene tauschte in privaten BBS (Bulletin Board System) ihr Wissen und vor allem die Kopien aus. Die ersten BBS gab es in den USA, während ähnliche Systeme sich allmählich in Australien und Europa rasch ausbreiteten. Die BBS haben zu damaligen Zeiten noch ihre Telefonnummern in mehr oder wenigen privaten Kanälen ausgetauscht, von wo aus sich Interessierte über ein Modem einwählen konnten. Gewöhnlicherweise horteten BBS mehrere Megabytes an Kopien. Die größten BBS stellten mehrere hundert Megabytes an Daten und mehrere Telefonleitungen zur Einwahl zur Verfügung, die zu damaligen Zeiten mit hohen Kosten verbunden waren. Zu ihren Tauschobjekten zählten meist Programme oder Computerspiele. Soweit die Medien über einen Kopierschutz verfügten, gingen die Kopien von Release Groups aus, die Schutzmechanismen analysierten, crackten und in der Szene zur Verfügung stellten. Die Coder verzierten die von ihren Groups gecrackte Software vor der Verbreitung mit sogenannten Cracktros, deren Dateigröße meist zwischen 4 und 64 Kilobyte lag. Die Cracktros galten als eine Art Signatur für die einzelnen Groups und sorgten dafür, dass die jeweilige Group den Respekt für den Release erntete. Aus dem Erstellen der spektakulären Intros für die Cracks erwuchs die Demoszene. Sie agiert vor allem legal und hat das Ziel, digitale Kunstwerke (Demos) zu schaffen und zu verbreiten.
Bekannt wurde der Begriff der Öffentlichkeit Mitte der 1990er Jahre, als es durch die Verbreitung des Internets zahlreiche Möglichkeiten gab, Anwendungsprogramme (Appz), Videodateien (Moviez) und Spiele (Gamez) illegal herunterzuladen. Durch die große Popularität des Internets vermehrten sich auch die Warez-Seiten, allerdings kam es zu einer deutlichen Kommerzialisierung. Das äußerte sich darin, dass auf Warez-Seiten vermehrt über Werbebanner und Pop-ups für pornografische Webseiten geworben wurde. Außerdem nahmen zahlreiche Pornoseiten den Begriff „Warez“ in die von Internet-Suchmaschinen ausgelesenen Meta-Tags auf, was das Auffinden von tatsächlichen Warez-Seiten erschwerte.

## Verbreitung
Die Hauptverbreitungswege von Warez haben sich in der Vergangenheit immer wieder verändert und an die technischen Entwicklungen angepasst. Bis Anfang der 1990er Jahre wurden Warez hauptsächlich über BBS-Systeme, größere Datenmengen auch über postalische Sendungen mit Disketten, ausgetauscht.
Die Release Groups verwenden zum Verteilen ihrer Releases seit Anfang der 90er Jahre bis heute FTP-Server. Dabei werden die Server, die in der Verteilungshierarchie sehr weit oben stehen, als „Site“ bzw. in der Steigerungsform als „Topsite“ bezeichnet. Die sogenannte „Supply“ ist eine Person, die einer Release Group Software/Filme/Musik (meist vor dem offiziellen Verkaufs- oder Kinostart) zur Verfügung stellt. Meist handelt es sich um Mitarbeiter in der Produktion beteiligter Unternehmen oder von Presswerken. Hat eine Release Group von ihrer „Supply“ das gewünschte Material erhalten, wird es sofort auf den Computer gespielt, entsprechend bearbeitet (encodiert, gecrackt o. ä.) und auf den eigenen FTP-Server übertragen. Nun erfolgt die eigentliche Veröffentlichung des „Release“, der „Pre“: Das Release wird auf einen anderen FTP-Server übertragen („Topsite“) bzw. Dumps. Trader verschieben die Releases zu den Sites, auf denen das Release noch nicht vorhanden ist. Durch entsprechende Weiterverteilung von diesen „Topsites“ aus bildet sich so ein weltweites Netz dieser Server, über welches die „Releases“ schon innerhalb weniger Minuten überall in der Welt verfügbar sind.
Mit der Verbreitung des Internets wechselte Anfang/Mitte der 90er Jahre der Hauptdistributionsweg auch über die Release Groups hinaus auf FTP-Server. Auch der Austausch über Usenet-Gruppen (Newsgroups) und IRC-Netzwerke nahm spürbar zu. Ende der 90er wurden Warez vermehrt über FXP-Boards und Webseiten verbreitet und getauscht. Aufkommend mit der Verbreitung von Peer-to-Peer Netzwerken wie Napster, eDonkey2000, BitTorrent, Kazaa oder WinMX verlagerte sich die Verbreitung von schwarz kopierter Software etwa ab dem Jahr 2000 immer mehr auf die Internet-Tauschbörsen, die ab ca. 2010 nach und nach von Sharehostern abgelöst werden. Insbesondere Warez-Webseiten trugen durch Direct Downloads deutlich zur Popularität von Sharehostern bei. Diese „neuen“ Verbreitungswege sind von jedem nutzbar und befinden sich am unteren Ende der Verteilungshierarchie.
FTP-Server werden auch auf schlecht gewarteten oder frisch aufgesetzten und noch nicht gepatchten, aber schon mit dem Internet verbundenen Servern Dritter mit bekannten Sicherheitslücken installiert, die eine ausreichend schnelle Anbindung und hinreichend Plattenplatz haben.

## Strafverfolgung
Sowohl in Deutschland als auch international werden insbesondere die Verbreitung von Warez und die durch Warez entstehenden Urheberrechtsverletzungen verfolgt. Ein großer Schlag gegen die weltweit organisierte Warezszene war die „Operation Buccaneer“, bei der es Anfang der 2000er Jahre zu zahlreichen Razzien, Festnahmen und Verurteilungen kam. Die Abteilung Cyber Investigations des FBI bezeichnet dabei die Aktivitäten der Warezszene als „hoch organisiert“ und vergleicht die Gruppen mit denen von „Syndikaten“. 2004 folgte die Operation Fastlink, bei der es zu  120 Hausdurchsuchungen in 11 Ländern kam, ein Jahr später erfolgten 90 Hausdurchsuchungen bei der Operation Site Down. Beide Operationen führten zum Zerschlagen von führenden Warez-Gruppierungen. In Deutschland werden zum Teil auch Sperrungen von Internetinhalten vorgenommen, um eine Verbreitung zu erschweren.
Insbesondere auf Warez-Webseiten wurde der Internet Privacy Act häufig als Disclaimer auf der Startseite zitiert. Dieses Gesetz existiert allerdings nicht und hat keine juristische Wirksamkeit.

## Begriffe
- ISOs – komplette CD/DVD-Kopien (Anwendungen, Spiele), bei denen anders als bei Rips keine Dateien entfernt wurden
- Rips – abgespeckte Versionen von Programmen, Spielen (z. B. um Zwischensequenzen gekürzt, oder Hintergrundmusik herausgenommen, überflüssig erscheinende Optionen oder Hilfestellungen gelöscht), vor allem früher oft anzutreffen, um Bandbreite zu sparen. Auch ein Musikalbum kann gemeint sein, das mit Hilfe von „Rip“-Programmen (z. B. Audiograbber, EAC) in MP3, Ogg Vorbis oder in andere Formate gerippt wurde. Die zunehmende Verbreitung von Breitbandverbindungen in Privathaushalten führte jedoch zu einem starken Rückgang dieser Art von Releases.
- Appz – (Applikationen) Anwendungssoftware
- Gamez – Spiele
- Moviez – Filme
- Mvids – Musikvideos
- Tvrip – TV-Dokumentation und TV-Shows
- Scripts – Designs und so weiter
- Release – Eine Veröffentlichung einer Schwarzkopie oder ähnlichem, meist stammt es von einer organisierten Release Group oder sind iND (independent, von einer Einzelperson, die keiner Group angehört) veröffentlicht worden. Letzteres ist jedoch eher selten.
- 0-day – an dem jeweiligen Tag veröffentlichte Warez (z. B. Programme, die nicht älter als 24 Stunden sind)
- 0-sec – erst kürzlich veröffentlichte Warez
- nuked – ein von der Weiterverbreitung in der Szene ausgeschlossenes Release, das zum Beispiel grobe Fehler oder qualitative Mängel aufweist, also nicht den „Scene Rules“ entspricht. Nukes werden durch die sog. Nuker oder die Releasegruppe selbst initiiert und werden bei besonders schweren Mängeln eines Releases auch global anerkannt. Heute dienen Nukes lediglich zur Kennzeichnung minderqualitativer Releases.
- (to) pre – Veröffentlichung eines Releases durch eine Release Group
- FXP – Direkt-Transfermodus, um von einer FTP-Site zur anderen Dateien zu übertragen, ohne dabei die eigene Bandbreite zu beanspruchen.
- NFO – .nfo-Dateien werden von der Releasergroup (oder im Auftrag dieser durch Artgroups) geschrieben, um die Downloader der Releases zu informieren, sie enthalten meist das Datum des Releases, von welcher Gruppe er stammt, den Kopierschutz, die Anzahl und Größe der Dateipakete sowie einen kurzen Überblick über den Inhalt der kopierten Software. Für das Layout werden oft Bilder und Schriftzüge aus ASCII-Zeichen verwendet, wobei jede Gruppe ihren eigenen Stil besitzt, ähnlich beim Taggen der Graffiti-Szene. Des Weiteren werden hier befreundete Release- und Demo-Gruppen gegrüßt sowie, falls von der Release-Group erwünscht, neue Mitglieder angeworben (z. B.: Suppliers – Mitarbeiter in einem Presswerk oder einem Softwareladen oder Couriers – Verteiler der neuesten Releases). Oft steht dort auch der CD-Key oder die Installations- und Crack-Anleitung.
- Dump, Distro oder Site – FTP-Server, der der Verbreitung der von den Release-Groups bereitgestellten Dateien dient. Ein solcher Server hat viel Speicherplatz und eine sehr schnelle Anbindung (typisch z. B. 1 Gigabit-Anbindung und 600 GB Speicherplatz). Ein Benutzerkonto für einen derartigen Server bekommt man nur über sehr einschlägige Verbindungen. Im Regelfall handelt es sich dabei nicht um gehackte (vgl. Stro), sondern um gekaufte Server („Legits“). Manche Dumpadmins vergeben auch Accounts gegen Bezahlung, was in der Szene überhaupt nicht gerne gesehen wird.
- Topsite, Affil oder auch HQ – Bezeichnung für größere FTP-Sites, auf die „gepret“ wird. Hier beginnt die Verteilung von Releases in das weltweite FTP-Netz.
- Fake – Dateien, die etwas anderes sind als das, als was sie angekündigt sind, manchmal auch unabsichtlich fehlerhafte Dateien.
- Bad Link – Links, die ins Leere oder auf eine zugriffsgesperrte Website (403-Fehler) führen.
- Crack oder Crackz – Kleine Programme, die Schutzmechanismen von kommerzieller Software aushebeln. Meist sind es EXE-Dateien, die nach der Installation die Original-EXE ersetzen sollen.
- Keygen – Kleine Programme, die eine gültige Seriennummer generieren sollen
- E-Bookz – E-Books (elektronische Bücher, meist PDF-, ePUB- oder MOBI-Format.).
- No-CD – veränderte Programmdateien, bei denen der Kopierschutz entfernt wurde
- Serialz – gültige Seriennummern
- Patch – meist modifizierte EXE-Dateien, um einen Schutzmechanismus zu umgehen
- Portable Tools – Dabei handelt es sich um Programme oder Spiele, die nicht installiert werden müssen und keinen Crack oder eine Serial mehr benötigen, außerdem werden bei den Portables auch weitestgehend alle redundanten Daten entfernt, so dass sie sich bereits oft schon von kleineren USB-Sticks direkt starten lassen, daher der Name „Portable“. Mit der verkleinerten Größe kann oft auch noch eine Geschwindigkeitssteigerung erzielt werden.